# مرشد الأرواح

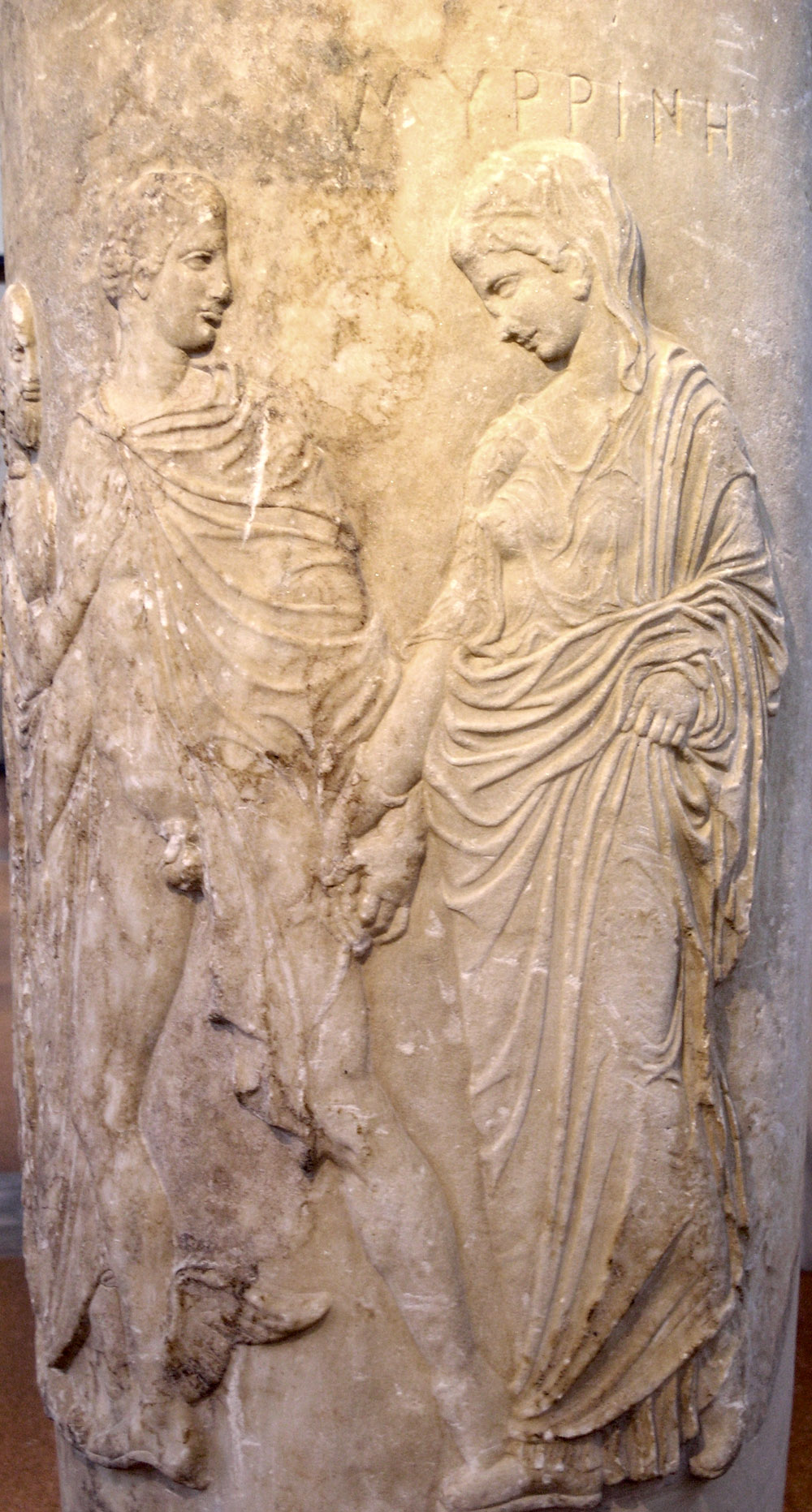
النقوش البارزة من الليطيثوس الجنائزي المنحوت حيث يقود هيرميز (مرشد أرواح) المتوفاة (ميرين) إلى حادس، تقريبًا عام 430-420 قبل الميلاد (متحف الآثار الوطني (أثينا).

مراسل الآلهة اليونان أو مصطلح مرشد الأرواح الذي أُخذ من كلمة (ψυχοπομπός) اليونانية التي تنطق (سايكوبومبوس) أي مرشد الأرواح. مرشدوا الأرواح هم مخلوقات أو أرواح أو ملائكة أو آلهة في عدة ديانات ومسئوليتهم هي العبور بالأرواح حديثة الموت إلى دار الآخرة لا محاكمة الموتى بل فقط يأمنون عبور آمن للأرواح. تصفح (فن الشعائر الجنائزية).